# Gaston Moch

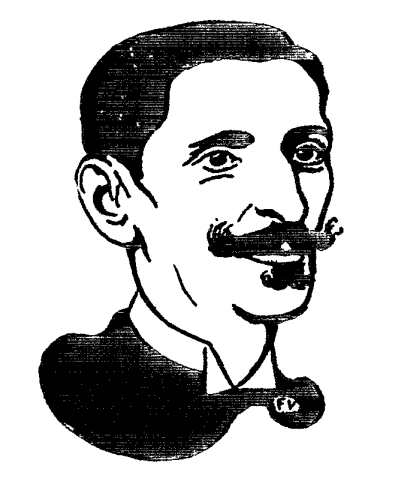
Gaston Moch

Gaston Moch (* 6. März 1859 in Saint-Cyr-l’École, Seine-et-Oise; † 1935) war ein französischer Pazifist und Anhänger der Esperantobewegung. 
Er war Verfechter einer demokratischen Armee, er unterstützte Alfred Dreyfus und war einer der führenden Persönlichkeiten in der französischen Friedens- und Esperantobewegung. Gaston Moch ist der Vater des sozialistischen Ministers Jules Moch.

## Pazifist
Als Polytechniker und Kapitän der Artillerie publizierte er 1893 eine Abhandlung, in der er einen vierjährigen Krieg vorhersagte, der die kämpfenden Völker am Ende vereinigen werde. 1894 demissionierte er aus der Armee und verschrieb sich der pazifistischen Propaganda. Er propagierte die deutsch-französische Einheit und verteidigte die Menschenrechte. Er gründete und leitete die l'Espoir pacifiste (1905–1908) und war der erste Präsident des Institut international de la paix (Monaco).

## Esperanto
Moch war unter den ersten in Frankreich, die sich für die 1887 von Ludwig Zamenhof vorgeschlagene internationale Sprache Esperanto interessiert hat. Er hat Esperanto 1889 gelernt und sich in vielfältiger Weise dafür engagiert.
Er hat Esperanto mit seinem Wirken als Pazifist verbunden. So gründete er am 6. April 1905 in Paris die »Internacia Societo por la Paco«, die im August beim 1. Esperanto-Weltkongress in Boulogne-sur-Mer zu einer Versammlung einlud, an der 39 Mitglieder aus 12 Ländern teilnahmen. Die Gesellschaft gab die Zeitschrift »Espero Pacifista« heraus, die bis 1908 erschien. Ende August 1905 hatte die Zeitschrift 124 Abonnenten. 
Während des 14. Weltfriedenskongresses, der vom 19. bis 23. September 1905 in Luzern stattfand, wurde die erste Mitgliederversammlung durchgeführt. Moch wurde zum Vorsitzenden gewählt, Zamenhof wurde Ehrenvorsitzender.
Zusammen mit anderen Pazifisten, darunter Alfred Hermann Fried, Henri La Fontaine, Charles Richet, wurde die Reihe »Libraro Pacifisma« in Paris herausgegeben, in der Esperanto-Übersetzungen von Texter führender Pazifisten, wie Henri Dunant, Andrew Carnegie, Otto Umfried und anderen, verbreitet wurden.
Als sich die Auseinandersetzungen über eine Reform von Esperanto zuspitzten, entschied sich Moch, wie einige andere Pazifisten, für das Reformprojekt "Ido". Ende der 1920er Jahre äußerte er sich kritisch über den Sinn von Plansprachen insgesamt.
1879 befasste er sich als gelernter Polytechniker mit Leibniz und befasste sich mit den Problemen der internationalen Kommunikation.

## Hauptwerke
- La Défense nationale et la défense des côtes (1894) Texte en ligne
- L'Alsace-Lorraine devant l'Europe, essai de politique positive (1894)
- Alsace-Lorraine, réponse à un pamphlet allemand (1895)
- La Question de la langue internationale et sa solution par l'esperanto (1897)
- L'Ère sans violence (1899)
- L'Armée d'une démocratie (1900)
- La Réforme militaire. Vive la milice ! (1900)
- Vers la fédération d'Occident: désarmons les Alpes ! (1905) Texte en ligne
- Histoire sommaire de l'arbitrage permanent (1905)
- La Question de la légion étrangère (1914)
- La Relativité des phénomènes. Les Conceptions nouvelles d'Einstein. La Masse et l'énergie. L'Espace à quatre dimensions et le temps. Les Mondes fictifs (1921)
- Initiation aux théories d'Einstein (1922)
- Moch, Gaston, Pri malarmo : ĥimeroj kaj realaĵoj / Gaston Moch. - Paris 1907: Presa Esperantista Societo no. 9 - 89 p. ; 20 cm - (Studoj pri la haltigo de l'armadoj ; no. 1)
- La Question de la langue International et sa Solution par L'Esperanto, V. Girard & E. Brière, Paris, 1897, 52 Seiten

## Werke in Esperanto
- Historio resuma de l'arbitracio konstanta (1905)
- Pri la elparolado de esperanto (1907)

## Übersetzungen aus dem Französischen in Esperanto
- Tristan Bernard: Angla lingvo sen profesoro, unuakta Komedio el franca lingvo (1907)
- Edmond About: La rêgo de la montoj: el la 153a milo de la franca eldono (1909)
- Anatole France: Pensées de Riquet et Les Juges intègres, traduits en esperanto primitif et en ido. Pensoj de Henĉjo kaj La Neriprocebla jugistoj de Anatole France. Pensi di Riquet e La Judiciisti yustega, da Anatole France (1921)

| Personendaten    | Personendaten                                             |
| ---------------- | --------------------------------------------------------- |
| NAME             | Moch, Gaston                                              |
| KURZBESCHREIBUNG | französischer Pazifist und Anhänger der Esperantobewegung |
| GEBURTSDATUM     | 6. März 1859                                              |
| GEBURTSORT       | Saint-Cyr-l’École                                         |
| STERBEDATUM      | 1935                                                      |